# Tristichium apodum
Tristichium apodum là một loài rêu trong họ Ditrichaceae. Loài này được Herzog H.A. Crum mô tả khoa học đầu tiên năm 1984.